# Lohärads prästgårds naturreservat
Lohärads prästgårds naturreservat är ett naturreservat i Norrtälje kommun i Stockholms län.
Området är naturskyddat sedan 2022 och är 15 hektar stort. Naturreservatet ligger norr om Lohärads kyrka och består av gammalt hagmarkslandskap med ek och lövträd.